# Civil Rights Defenders
Civil Rights Defenders ist eine Nichtregierungsorganisation in Stockholm, die sich für Bürger- und Menschenrechte in verschiedenen Ländern einsetzt.

## Tätigkeit
Der Verein unterstützt Organisationen und Einzelpersonen, die sich in ihren Ländern für die Einhaltung der Bürger- und Menschenrechte engagieren. Sie erstellt außerdem Berichte zur Situation in einzelnen Ländern und zu bestimmten Themenbereichen. Civil Rights Defenders organisiert Veranstaltungen, Seminare und Kampagnen. Sie setzt sich bei politischen Entscheidungsträgern für besondere Fälle ein.
Der Verein engagiert sich für Projekte in Südostasien, Lateinamerika, Ostafrika, Osteuropa, Zentralasien, im Westbalkan und in Schweden.
Der Verein wird von der Swedish International Development Cooperation Agency (SIDA), der schwedischen Postleitzahllotterie sowie von weiteren Organisationen und Einzelpersonen unterstützt.

## Geschichte
1982 wurde das Schwedisches Helsinki-Komitee gegründet. Dieses wollte die Einhaltung der Menschenrechte in Europa gemäß der Schlussakte von Helsinki unterstützen.
Das Komitee gehörte zu den Gründungsmitgliedern der Internationalen Helsinki-Föderation für Menschenrechte. 2007 löste sich diese auf.
2009 benannte sich das schwedische Helsinki-Komitee in die heutige Bezeichnung um.